# Birka grav Bj 581
Birka grav Bj 581 er en vikingegrav, der indeholdt en kvinde, der var beravet med våben i 900-tallet i Birka, Sverige. Selvom man oprindeligt troede, at der var tale om en mandlig kriger ved udgravningen i 1878, så har osteologisk analyse i 2014 og DNA-analyse i 2017 vist, at der var tale om en kvinde. Et studie fra 2017 fremlægger den teori, at personen i Bj 581 var en højtstående professionel kriger. Studiet tiltrak sig opmærksomhed i hele verden og også en del kritik af visse forskere som der udfordrede fortolkningen om gravgaver.
Blandt de genstande, som blev fundet i graven, var et sværd, en økse, et spyd, pilespidser, en seax, to skjolde, to stigbøjleer, spillebrikker, en terning og mulige rester fra et spillebræt, samt en hoppe og en hingst. Der blev også fundet rester af noget, som kunne være et spejl.